# De Vosheuvel
De Vosheuvel is de naam van een voormalige buitenplaats tussen Amersfoort en Leusden en sinds augustus 1977 van een  kinderboerderij en scholencomplex voor speciaal- en voortgezet speciaal onderwijs, gelegen op het aangrenzende terrein aan de Heiligenbergerweg in Amersfoort. Het buiten is deels een recreatiepark en deels in gebruik door de scoutinggroep Cay-Noya.

## Geschiedenis
De Vosheuvel, gebouwd in 1918, was in de twintigste eeuw een buiten van iets meer dan anderhalve hectare. Het houten huis lag op een heuvel, maar was desondanks vanaf de weg niet zichtbaar door de vele bomen en rododendrons. Een oprijlaan voerde langs een weiland en een bos naar boven. Vanaf het terras aan de achterzijde van het huis had de bezoeker een prachtig uitzicht over de meanderende Heiligenbergerbeek en de weilanden (tegenwoordig - sinds begin jaren zeventig - sportvelden).
De naam Vosheuvel dateert uit de zeventiende eeuw, toen jonker Everard Meyster eigenaar was van het landgoed De Vosheuvel, dat buiten de Slijkpoort van Amersfoort lag.
In de negentiende eeuw werd De Vosheuvel net als de nabijgelegen landgoederen vooral gebruikt voor de houtkap. Volgens een recent rapport bestaat de oude boskern van De Vosheuvel uit Amerikaanse eiken, zomereiken, tamme kastanjes en beuken gemengd met een enkele berk en els.
In 1927 werd het landgoed aan de Heiligenbergerweg 183 voor tienduizend gulden te koop aangeboden door de familie Simon Willem Melchior, eigenaar van de gelijknamige drukkerij en uitgeverij in Amersfoort. Melchior (1881-1968) gebruikte De Vosheuvel als zomerverblijf van 15 april tot 15 oktober. In de winter had hij als adres de Breestraat (wonen) en de Breestraat 22 (drukkerij) in Amersfoort.
Sinds 1939 werd het buitengoed bewoond door de familie Salomons. In 1967 verkocht Gerard Salomons, destijds directeur van de Amersfoortse Beton Maatschappij (A.B.M.), De Vosheuvel aan de gemeente Amersfoort. Het kantoor van het bedrijf, ook op het landgoed gevestigd, werd verplaatst naar de Muurhuizen 159-165 in Amersfoort. De gemeente gebruikte het huis onder meer als dienstwoning.
De heuvel waarop het huis is gebouwd, is doorsneden door gangen en tunnels, waarin tijdens de Tweede Wereldoorlog onderduikers schuilhielden.
Ook tijdens de Watersnoodramp van 1953 verleende De Vosheuvel onderdak aan vluchtelingen, zoals aan de Zeeuwse familie Bolle, die alles verloren had. In een zomerhuisje op het landgoed zat een tante van Kees Bolle, die zelf met zijn ouders onderdak vond in een directiekeet op het terrein. Later werd hij met zijn moeder en zusje door Gerard Salomons, "een hele aristocratische man, met een sikje", in diens "mooie blauwe automobiel" naar de Flevopolder gereden.

## Kinderboerderij en scholencomplex
De kinderboerderij De Vosheuvel is gevestigd aan de Heiligenbergerweg 187 in een voormalige melkveehouderij, die in 1976 door de gemeente Amersfoort  is gekocht. In de eerste helft van 1977 is de boerderij opgeknapt en geschikt gemaakt als stadsboerderij voor Amersfoort, Leusden en omstreken. De opening voor het publiek was in augustus 1977. In 1997 is de boerderij geprivatiseerd en sindsdien in handen van de Stichting Stadsboerderij de Vosheuvel.
Voor de scholen wordt een nieuw complex gerealiseerd dat in maart 2019 zal worden geopend.